# Philippe Lemaire (acteur, 1927)
Pour les articles homonymes, voir Philippe Lemaire et Lemaire.
Philippe Lemaire est un acteur français, né le 14 mars 1927 à Moussy-le-Neuf (Seine-et-Marne) et mort le 15 mars 2004 à Paris 1er.
Il est notamment présent dans le film Angélique, marquise des anges.

## Biographie

### Origines et jeunesse
Philippe Lemaire naît en 1927 à Moussy-le-Neuf en Seine-et-Marne, dans une famille où la plupart des hommes sont officiers de marine comme son père.
Son père meurt alors qu'il a à peine 2 ans. Lorsqu'il a 9 ans, sa mère meurt à son tour et c'est une demi-sœur, de l'âge de sa mère, qui l'élève et le place dans un internat à Saint-Jean-de-Luz. Une vieille tante de Fontainebleau s'occupe aussi de lui.
Il est tenté par une carrière de marin, mais, après avoir été figurant et mannequin de mode, il s'inscrit au cours Simon.

### Carrière
Philippe Lemaire débute au cinéma en 1944, à l'âge de 17 ans. On le voit notamment dans Étoile sans lumière auprès d'Édith Piaf et dans des films signés par Henri Decoin, Carmine Gallone et André Cayatte.
À la fin des années 1940, il reprend le rôle de François Périer dans la pièce de théâtre de Roger Ferdinand Ils ont vingt ans. En 1950, il porte ce rôle au cinéma dans le film de même nom.
Dans les années 1950, avec son physique avantageux, il devient célèbre interprétant des jeunes premiers dans des films de Jean Boyer, Jean-Pierre Melville ou Alexandre Astruc auprès de comédiennes comme Juliette Gréco, Anouk Aimée, Françoise Arnoul, Jeanne Moreau et Magali Noël. Il apparaît également dans Le Christ interdit de Curzio Malaparte. Mais bientôt il joue les seconds rôles chez Philippe de Broca, Roger Vadim et Yves Allégret, derrière Jean-Paul Belmondo, Robert Hossein et Jean Sorel.
Dans les années 1960, avec l'arrivée de la nouvelle vague, sa carrière commence à décliner et il se spécialise dans les films de cape et d'épée et il tourne pas moins de cinq films sous la direction de Bernard Borderie dont deux de la série Angélique avec Michèle Mercier, où il interprète le goujat, de Vardes, qui profite — dans le film mais pas dans le roman — d'un évanouissement de l'héroïne pour assouvir ses envies d'elle.
Il est plus présent à la télévision à partir des années 1970. Après une absence quasi générale des écrans dans les années 1990, il revient dans quelques rôles au cinéma et à la télévision au début des années 2000.

### Vie privée
Philippe Lemaire s'est marié trois fois : avec Claude Mouton, Juliette Gréco et Nicole Lemaire. De son union avec Juliette Gréco qu'il a épousée le 25 juin 1953 et dont il s'est séparé en 1956, est née Laurence-Marie Lemaire (1954-2016). Il a eu aussi une liaison avec Jeanne Moreau en 1956. Il est également le père d'Éric Lemaire.

### Mort
Le 15 mars 2004, le lendemain de son 77e anniversaire, Philippe Lemaire se suicide en se jetant sous une rame du métro de Paris,, à la station Pyramides. Incinéré au crématorium du Père-Lachaise, ses cendres sont remises à la famille.

## Filmographie

### Cinéma
- 1946 : Roger la Honte d'André Cayatte : non crédité
- 1946 : Le Capitan de Robert Vernay : non crédité
- 1946 : Étoile sans lumière de Marcel Blistène : non crédité
- 1946 : L'Affaire du collier de la reine de Marcel L'Herbier : non crédité
- 1948 : Éternel conflit de Georges Lampin : Chardeuil fils
- 1948 : Les amoureux sont seuls au monde d'Henri Decoin : Claude, l'amoureux de Monelle
- 1948 : Aux yeux du souvenir de Jean Delannoy : Un pilote
- 1948 : Scandale de René Le Hénaff : Pierre Porteval
- 1949 : Les Amants de Vérone d'André Cayatte : Benedetti
- 1949 : Bonheur en location de Jean Wall : Pierre
- 1950 : Nous irons à Paris de Jean Boyer : le chanteur Jacques Lambert
- 1950 : Taxi de nuit (Taxi di notte) de Carmine Gallone : Alberto Franchi
- 1950 : La Porteuse de pain (La portatrice di pane) de Maurice Cloche : Lucien Labroue
- 1950 : Mon ami le cambrioleur d'Henry Lepage : Patrick Lambert
- 1950 : Maria Chapdelaine de Marc Allégret : François Paradis
- 1950 : Ils ont vingt ans de René Delacroix : Gabriel Lamy
- 1951 : Le Christ interdit (Il cristo proibito) de Curzio Malaparte : Pinin
- 1951 : Le Vrai Coupable de Pierre Thévenard : Mario
- 1951 : Mammy de Jean Stelli : Maurice Laprade
- 1952 : Nous irons à Monte-Carlo (Monte Carlo Baby) de Jean Boyer et Lester Fuller : Philippe
- 1952 : L'Amour toujours l'amour de Maurice de Canonge : Claude
- 1952 : Cent Francs par seconde de Jean Boyer : Philippe
- 1953 : Minuit quai de Bercy de Christian Stengel : Luc Genevoix
- 1953 : Quand tu liras cette lettre de Jean-Pierre Melville : Max Trivet
- 1953 : La Route du bonheur (Saluti e baci) de Maurice Labro et Giorgio Simonelli : Carlo Mastelli
- 1954 : La Rage au corps de Ralph Habib : André
- 1954 : C'est... la vie parisienne d'Alfred Rode : Paul de Barfleur/Alain de Villebois
- 1954 : Marchandes d'illusions de Raoul André : Pierre Larrieu
- 1954 : Le Feu dans la peau de Marcel Blistène : Pierre Vaudouin
- 1954 : Les Clandestines de Raoul André : Pierre Beutin
- 1954 : Le Tournant dangereux de Robert Bibal : Freddy
- 1955 : Frou-frou d'Augusto Genina : Michel Artus
- 1955 : M'sieur la Caille d'André Pergament : Jésus la Caille
- 1955 : Tam-tam (Tam tam mayumbe) de Gian Gaspare Napolitano et Folco Quilici
- 1955 : Les Mauvaises Rencontres d'Alexandre Astruc : Alain Bergère
- 1957 : L'Étrange Monsieur Steve (Le Piège de l'amour) de Raymond Bailly : Georges Villard
- 1957 : C'est une fille de Paname d'Henry Lepage : Jacques Kellerman
- 1958 : Le désir mène les hommes de Mick Roussel : Norbert
- 1958 : Mon coquin de père de Georges Lacombe : Philippe Servin
- 1958 : Panique au music-hall (Cita imposible) d'Antonio Santillán : Raimundo Castillo
- 1959 : Bonjour la chance (La ironía del dinero) de Guy Lefranc et Egard Neville
- 1960 : Quai du Point-du-Jour de Jean Faurez : André dit « Dédé »
- 1961 : Dans l'eau qui fait des bulles  (Le garde champêtre mène l'enquête) de Maurice Delbez : Heinrich, le convoyeur
- 1962 : Cartouche de Philippe de Broca : Gaston de Ferrussac
- 1962 : Les Filles de La Rochelle de Bernard Deflandre : le capitaine Timoléon
- 1962 : Le Chevalier de Pardaillan de Bernard Borderie : le duc Charles d'Angoulême
- 1962 : Le Masque de fer d'Henri Decoin : de Vaudreuil
- 1962 : Le Vice et la Vertu de Roger Vadim : Hans Streicher
- 1963 : Germinal d'Yves Allégret : Henri Negrel
- 1963 : À toi de faire... mignonne de Bernard Borderie : Enrico Prazetti
- 1964 : Hardi ! Pardaillan de Bernard Borderie : le duc Charles d'Angoulême
- 1964 : Le Mystère de la jonque rouge (Weiße Fracht für Hongkong) de Giorgio Stegani et Helmuth Ashley : Laurent
- 1964 : Les Diamants du Mékong (Die Diamantenhölle am Mekong) de Gianfranco Parolini : Richard Mac Leany
- 1964 : Les Chercheurs d'or de l'Arkansas (Die Goldsucher von Arkansas) de Paul Martin et Alberto Cardone : Jim Donavan
- 1964 : Angélique, marquise des anges de Bernard Borderie : de Vardes
- 1965 : Angélique et le Roy de Bernard Borderie : de Vardes
- 1965 : Le Boeing décolle à seize heures (Il segreto del vestito rosso) de Silvio Amadio
- 1965 : La Dame de pique de Léonard Keigel : Le duc d'Orléans
- 1966 : Sept Hommes et une garce de Bernard Borderie : le colonel Lafont
- 1966 : Chasse à l'homme à Ceylan (Kommissar X: drei gelbe kaizen) de Gianfranco Parolini et Rudolf Zehetgruber : Philip Dawson
- 1966 : Brigade antigangs de Bernard Borderie : Rondier
- 1968 : La Nuit la plus chaude de Max Pécas : Max Sorini
- 1968 : Histoires extraordinaires, sketch Metzengerstein de Roger Vadim : Philippe
- 1970 : La Rose écorchée de Claude Mulot : Frédéric Lansac
- 1973 : Le Miroir obscène (Al otro lado del espejo) de Jesús Franco : Pipo
- 1976 : Le Diable au cœur de Bernard Queysanne : Monsieur Bouvier
- 1978 : L'Amant de poche de Bernard Queysanne : L'homme aux huîtres
- 1978 : L'Ange gardien de Jacques Fournier : José Luis
- 1983 : L'Art d'aimer (Ars amandi) de Walerian Borowczyk : Le général Laurentius
- 1984 : Claretta de Pasquale Squitieri : Severio Petacci
- 1984 : L'Année des méduses de Christopher Frank : Lamotte
- 1985 : Liberté, égalité, choucroute de Jean Yanne : Le conteur arabe
- 1985 : Il pentito de Pasquale Squitieri
- 1989 : Oppressions de Jean Cauchy : Le comte
- 1994 : Ciudad Baja (La punta de las viboras) de Jesús Franco : Badal
- 2003 : Gomez & Tavarès de Gilles Paquet-Brenner : Baginorelli
- 2004 : Mariage mixte d'Alexandre Arcady : Charles Dupreux
- 2004 : Arsène Lupin de Jean-Paul Salomé : Le cardinal d'Etigues

### Télévision
- 1963 : La Rabouilleuse (téléfilm) : Max Gilet
- 1965 : Commandant X - épisode : Le Dossier Edelweiss de Jean-Paul Carrère
- 1966 : Un jour comme les autres (mini-série, épisodes 2 et 3) : deux personnages distincts
- 1967 : Malican, père et fils (série télévisée) : Gournay
- 1967 : Jean de la Tour Miracle de Jean-Paul Carrère (série télévisée) : Bourbet
- 1969 : La femme-femme (téléfilm) : Murice Mazières
- 1970 : À corps perdu (téléfilm) : Raymond Gauthier
- 1971 : La Mort des capucines (téléfilm) : Riquiez
- 1971 et 1973 : Au théâtre ce soir (série télévisée) : Fred / John
- 1972 : Les Dossiers de Maître Robineau de Jean Claude de Nesles : Patrick Leroy-Dubois
- 1972 : Die rote Kapelle (L'Orchestre rouge, série télévisée) : Pierre
- 1972 : L'Inconnue du vol 141 (série télévisée) : Georges
- 1972 : Les Chemins de pierre (série télévisée) : Herdelot
- 1974 : À dossiers ouverts de Claude Boissol (série télévisée)
- 1974 : L'Orchestre rouge (téléfilm) : Pierre
- 1974 : Un curé de choc (26 épisodes de 13 minutes) de Philippe Arnal
- 1975 : Salvator et les Mohicans de Paris de Bernard Borderie : Fialin de Persigny
- 1976 : Ces beaux messieurs de Bois-Doré de Bernard Borderie (série télévisée) : Adamas
- 1976 : La Pêche miraculeuse (téléfilm) : Armand de Villars
- 1976 : Les Douze Légionnaires de Bernard Borderie : Adjt Zuilen
- 1976 : Les Héritiers (série télévisée) : Paulo
- 1978 : La Nasse (téléfilm) : Commissaire Berthier
- 1979 : Paris-Chamonix (téléfilm) : Louis
- 1980 : La Fortune des Rougon (téléfilm) : Antoine Macquart
- 1980 : La Grande Chasse (téléfilm) : Le père Abbé
- 1980 : Messieurs les jurés (série télévisée) : Bernard Dauboeuf
- 1983 : Elle voulait faire du cinéma de Caroline Huppert (téléfilm) : Gustave Eiffel
- 1983 : Dessin sur un trottoir (téléfilm) : Petrus
- 1985 et 1989 : Les Enquêtes du commissaire Maigret de Philippe Laïk (série télévisée) : Fred / Le commodore
- 1988 : Au nom du peuple français de Maurice Dugowson : le greffier
- 1991 : La Femme des autres de Jean Marbœuf (téléfilm) : Montgaillard
- 1991 : La Florentine (série télévisée) : Jacopo Pazzi
- 1991 : Les Hordes de Jean-Claude Missiaen (série télévisée) : Matricule 8477, père d'Elaine
- 1993 : Les Grandes Marées de Jean Sagols (série télévisée) : Le docteur Maréchal
- 1993 : Une image de trop (téléfilm) : Fermier
- 2002 : Les Cordier, juge et flic (série télévisée) : Marcel Brossard

## Théâtre
- 1952 : Jésus la Caille, adapté du roman Jésus-la-Caille de Francis Carco, mise en scène Pierre Valde, théâtre des Célestins, théâtre Gramont, théâtre Antoine
- 1960 : Madame, je vous aime de Serge Veber, mise en scène Guy Lauzin, théâtre Daunou
- 1960 : La Collection Dressen de Harry Kurnitz, adaptation Marc-Gilbert Sauvajon, mise en scène Fernand Ledoux, théâtre des Célestins
- 1964 : Mary, Mary de Jean Kerr, mise en scène Jacques-Henri Duval, théâtre des Célestins
- 1970 : Herminie de Claude Magnier, mise en scène Michel Vocoret, théâtre des Nouveautés
- 1971 : Une fille dans ma soupe de Terence Frisby, adaptation Marcel Moussy, théâtre des Célestins
- 1976 : Irène ou la résurrection d'Henrik Ibsen, adaptation de Maurice Clavel, théâtre de la Gaîté
- 1977 : Acapulco madame d’Yves Jamiaque, mise en scène Yves Gasc, théâtre des Célestins
- 1993: La soupière de Robert Lamoureux mise en scène de Francis Joffo, avec Denise Grey
- 1996 : Vacances de rêve de Francis Joffo, mise en scène de l'auteur, théâtre du Palais-Royal
- 2003 : Madame Doubtfire d'Albert Algoud, mise en scène Daniel Roussel

## Vidéographie sélective
- 2001 : Nous irons à Paris de Jean Boyer, 1 DVD Zone 2, René Chateau Vidéo.
- 2001 : Cartouche de Philippe de Broca, 1 DVD Zone 2, 116 min, StudioCanal.
- 2003 : Gomez & Tavarès de Gilles Paquet-Brenner, 1 DVD Zone 2, 109 min, M6 Vidéo/Warner.
- 2004 : Ces beaux messieurs de Bois-Doré de Bernard Borderie, Volume 1, 2 DVD Zone 2, 270 min, Koba Film, « Collection Mémoire de la TV ».
- 2004 : Ces beaux messieurs de Bois-Doré de Bernard Borderie, Volume 2, 2 DVD Zone 2, 170 min, Koba Film, « Collection Mémoire de la TV ».
- 2005 : Angélique Marquise des Anges de Bernard Borderie, 1 DVD remasterisé Zone 2, StudioCanal.
- 2005 : Angélique et le Roy de Bernard Borderie, 1 DVD remasterisé Zone 2, StudioCanal.
- 2006 : Les Grandes Marées de Jean Sagols, 4 DVD LCJ Éditions et Productions
- 2019 : La Rose écorchée de Claude Mulot (1970), combo 1 DVD + 1 Blu-Ray + 1 Blu-Ray Ultra HD Le Chat qui fume